# Dolni Okol, Sofia
Dolni Okol (în bulgară Долни Окол) este un sat în comuna Samokov, regiunea Sofia,  Bulgaria. 
În aceastǎ localitate locuiesc 144 de locuitori

## Demografie
Componența etnică a satului Dolni Okol
     Bulgari (18,75%)
     Nicio identificare (81,25%)
     Altele (0%)
La recensământul din 2011, populația satului Dolni Okol era de 144 locuitori. Nu există o etnie majoritară, locuitorii fiind  și bulgari (18,75%). Pentru 81,25% din locuitori nu este cunoscută apartenența etnică.